# Diócesis de Žilina
La diócesis de Žilina (en latín: Dioecesis Žilinen(sis) y en eslovaco: Žilinská diecéza) es una circunscripción eclesiástica latina de la Iglesia católica en Eslovaquia, sufragánea de la arquidiócesis de Bratislava. La diócesis tiene al obispo Tomáš Galis como su ordinario desde el 14 de febrero de 2008.

## Territorio y organización

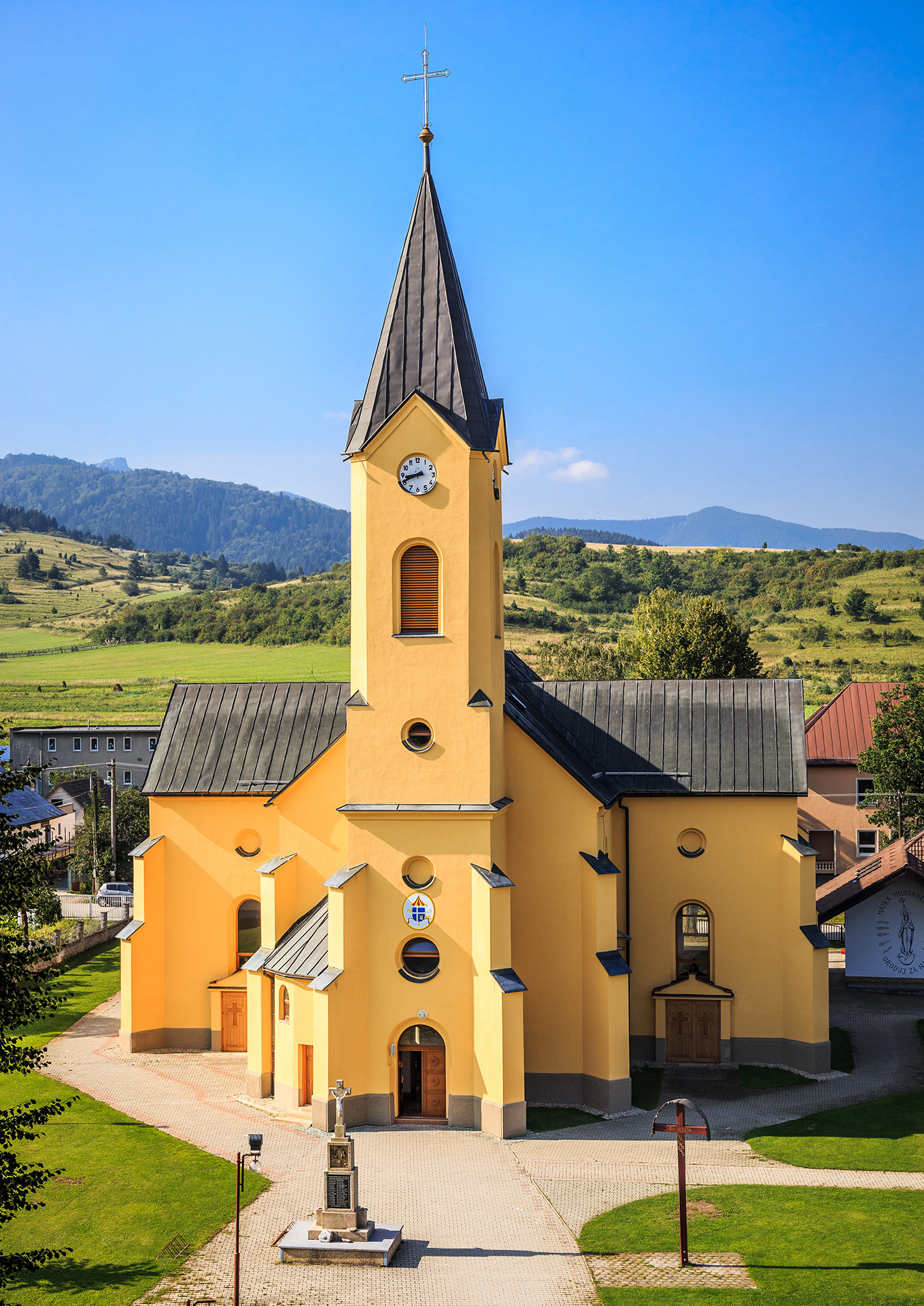
Basílica de la Natividad de la Virgen María (Rajecká Lesná)

La diócesis tiene 3487 km² y extiende su jurisdicción sobre los fieles católicos de rito latino residentes en los distritos de Bytča, Čadca, Kysucké Nové Mesto, Martin, Turčianske Teplice y Žilina en la región de Žilina y los distritos de Ilava, Považská Bystrica y Púchov en la región de Trenčín. 
La sede de la diócesis se encuentra en la ciudad de Žilina, en donde se halla la Catedral de la Santísima Trinidad.
En 2020 en la diócesis existían 112 parroquias agrupadas en 12 decanatos.

## Historia
La diócesis fue erigida el 14 de febrero de 2008 con la bula Slovachiae sacrorum del papa Benedicto XVI, obteniendo el territorio de las diócesis de Banská Bystrica y Nitra.

## Estadísticas
De acuerdo al Anuario Pontificio 2021 la diócesis tenía a fines de 2020 un total de 409 160 fieles bautizados.
| Año                                                                             | Población            | Población | Población      | Sacerdotes | Sacerdotes    | Sacerdotes    | Bautizados por sacerdote | Diáconos permanentes | Religiosos | Religiosos | Parroquias |
| Año                                                                             | Bautizados católicos | Total     | % de católicos | Total      | Clero secular | Clero regular | Bautizados por sacerdote | Diáconos permanentes | Varones    | Mujeres    | Parroquias |
| ------------------------------------------------------------------------------- | -------------------- | --------- | -------------- | ---------- | ------------- | ------------- | ------------------------ | -------------------- | ---------- | ---------- | ---------- |
| 2008                                                                            | 479 410              | 592 457   | 80.9           | 191        | 158           | 33            | 2510                     | 3                    | 46         | 92         | 98         |
| 2010                                                                            | 484 111              | 593 712   | 81.5           | 237        | 185           | 52            | 2042                     | 3                    | 76         | 159        | 98         |
| 2014                                                                            | 484 200              | 592 200   | 81.8           | 233        | 181           | 52            | 2078                     | 2                    | 73         | 147        | 108        |
| 2017                                                                            | 485 300              | 593 600   | 81.8           | 240        | 189           | 51            | 2022                     | 2                    | 79         | 126        | 109        |
| 2020                                                                            | 409 160              | 560 400   | 73.0           | 237        | 190           | 47            | 1726                     | 2                    | 66         | 127        | 112        |
| Fuente: Catholic-Hierarchy, que a su vez toma los datos del Anuario Pontificio. |                      |           |                |            |               |               |                          |                      |            |            |            |

## Episcopologio
- Tomáš Galis, desde el 14 de febrero de 2008